# THE REMAINS
「THE REMAINS」（ザ リメインズ）は、日本のバンドストレイテナーのメジャー4枚目のシングルである。2005年6月15日発売。発売元は東芝EMI。

## 概要
- 前作から6ヶ月ぶりとなるシングル。
- 表題曲はトラック2に収録されている。

## 収録曲
1. WHITE ROOM BLACK STAR(3:05)
作詞・作曲：ホリエアツシ、編曲：ストレイテナー
オリジナルアルバム未収録。
今作の1週間前にリリースされた『ASIAN KUNG-FU GENERATION presents NANO-MUGEN COMPILATION』では「Stout Version」として収録されている。
2018年発売のベストアルバム『BEST of U -side DAY-』でバンド名義のアルバムに初収録された。
2. THE REMAINS(2:58)
作詞・作曲：ホリエアツシ、編曲：ストレイテナー
3. DISCOGRAPHY(4:54)
作詞・作曲：ホリエアツシ、編曲：ストレイテナー
カップリング曲であるが、PVが製作されている。

## 収録アルバム
1. WHITE ROOM BLACK STAR
『ASIAN KUNG-FU GENERATION presents NANO-MUGEN COMPILATION』（Stout Version）
『BEST of U -side DAY-』
2. THE REMAINS
『Dear Deadman』（DEAR EDIT）
3. DISCOGRAPHY
『Dear Deadman』